# Janina Schenk
Janina Schenk (Bolzano, 19 marzo 1991) è un'ex sciatrice alpina italiana.

## Biografia
Nata a Bolzano ma residente a Santa Cristina Val Gardena e tesserata per il Centro Sportivo Esercito, fece parte della nazionale femminile dal 2010. Esordì nel Circo bianco il 15 dicembre 2006 con lo slalom speciale disputato a Solda, valido ai fini del punteggio FIS. Il 10 dicembre 2010 debuttò in Coppa Europa a Gressoney-La-Trinité giungendo 32ª in slalom speciale.
Nel 2011 partecipò ai Mondiali juniores di Crans-Montana, senza completare alcuna prova, e nel 2012 conquistò il suo unico podio in Coppa Europa, nella supercombinata che si svolse sulle nevi di Sella Nevea il 14 febbraio: si piazzò 3ª alle spalle della compagna di squadra Sofia Goggia e dell'austriaca Ricarda Haaser. Si ritirò al termine della stagione 2012-2013 e la sua ultima gara fu il supergigante dei Campionati italiani 2013 disputato il 5 aprile a Passo San Pellegrino e chiuso dalla Schenk al 14º posto; in carriera non esordì mai in Coppa del Mondo né prese parte a rassegne olimpiche o iridate.

## Palmarès

### Coppa Europa
- Miglior piazzamento in classifica generale: 48ª nel 2011
- 1 podio:
  - 1 terzo posto